# Giuseppe Martinenghi

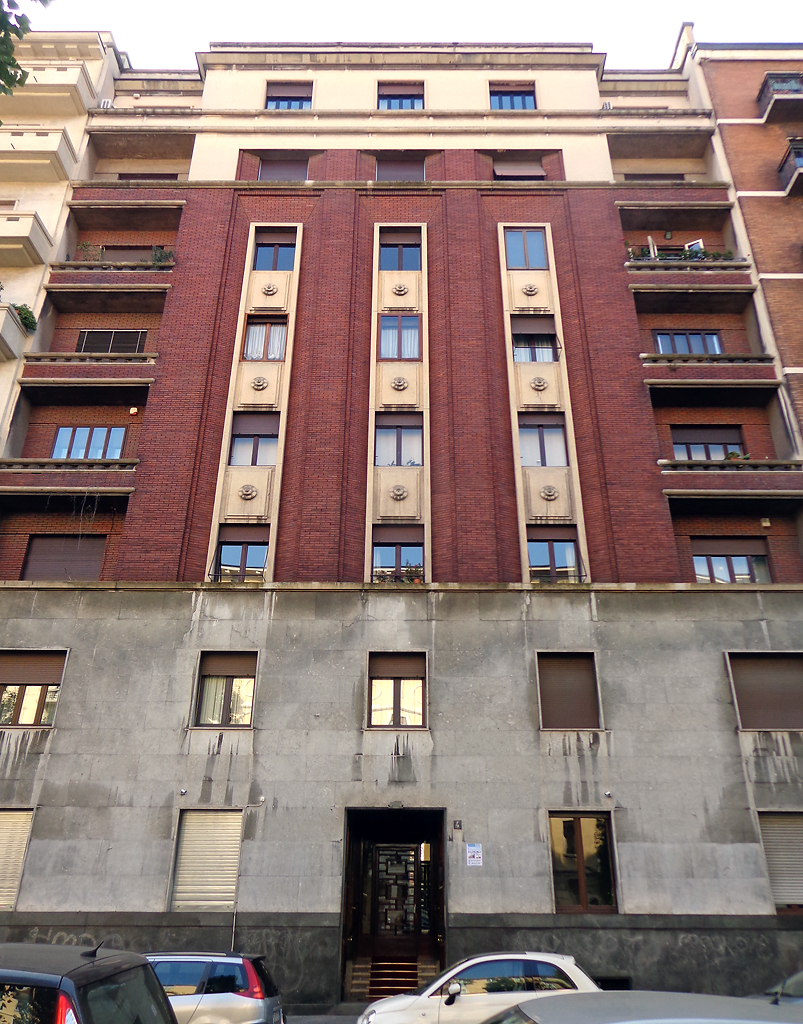
Un esempio tipico degli edifici residenziali milanesi progettati da Martinenghi: casa del 1935 in via Sidoli 4

Giuseppe Roberto Martinenghi (Londra, 27 dicembre 1894 – Milano, 13 ottobre 1970) è stato un architetto italiano.

## Biografia
Nasce a Londra il 27 dicembre 1894. All'età di due anni la famiglia si trasferisce a Milano.
Nel 1914 si iscrive all'Accademia di Brera. Nel 1917 consegue la licenza di insegnamento e inizia a insegnare all'Istituto di Belle Arti di Bologna. Nel 1923 è docente di disegno architettonico alla Scuola Umanitaria di Milano.
È iscritto all'ordine degli architetti di Milano dal 1928. Nominato vicepresidente dell'Associazione Regionale Lombarda degli Architetti costituita a Milano nel 1946, nel 1950 è eletto membro del Consiglio del Collegio Lombardo degli Architetti insieme a Emilio Lancia (presidente) e Ottavio Cabiati (vice presidente).
Nel 1958 tiene una mostra personale di pittura alla Galleria Montenapoleone di Milano. Nel 1964 è nella commissione per le opere edilizie alla Camera di Commercio di Milano insieme all'architetto Raul Gattermayer. Nel 1966 tiene una mostra personale di pittura alla Galleria Diamant di Milano.
Muore a Milano il 13 ottobre 1970.
Molte furono le opere realizzate a Milano e, secondo Augusto Rossari, "la copiosa attività progettuale di Martinenghi fornisce una testimonianza della modalità di diffusione del gusto novecentista".

## Onorificenze
- Medaglia d'argento di benemerenza civica del Comune di Milano nel 1958[3]
- Commendatore per meriti professionali
- Cavaliere del Santo Sepolcro dell'Ordine di Malta

## Edifici milanesi
I dati relativi alle licenze edilizie sono tratti da Progetti di costruzione che conseguirono voto favorevole dalla commissione edilizia, elenchi pubblicati in “Città di Milano”, annate 1931-1970; da Case d'oggi, Ed. La Casa, annate 1936-1941; da Milano déco: la fisionomia della città negli anni Venti di Rossana Bossaglia e Valerio Terraroli; e dalle pubblicazioni di Giuseppe Martinenghi citate in "Pubblicazioni", ovvero Il villino moderno: raccolta di progetti di ville e villini – Volume 1, 2, 3 – Arch. G. Martinenghi & Fratelli, Milano 1919 e Ville E Casette. Raccolta Di 80 progetti – Volume 1, 2, 3 – Arch. Giuseppe Martinenghi, Milano 1925.

## Pubblicazioni
- Giuseppe Roberto Martinenghi – Il villino moderno: raccolta di progetti di ville e villini – Volume 1, 2, 3 – Arch. G. Martinenghi & Fratelli, Milano 1919
- Angelini, Antonicelli, Leonardi, Martinenghi – Ville E Casette. Raccolta Di 80 progetti – Volume 1, 2, 3 – Arch. Giuseppe Martinenghi, Milano 1925
- Giuseppe Roberto Martinenghi – 50 ville – G.R.M. Editore, Milano 1940
- Paolo Costermanelli, Guido Gai, Renzo Gerla, Giuseppe Martinenghi – Esempi di architettura moderna in Germania: mostra fotografica. Catalogo delle fotografie esposte – Ordine regionale Lombardo architetti, Politecnico di Milano. Facoltà di architettura, Villa Reale. Editore Cartografica, 1953
- Giuseppe Roberto Martinenghi – Catalogo monografico di pittura – Ponte Rosso, Milano 1970

## Tesi su Giuseppe Martinenghi
- T. Adorno, Giuseppe Roberto Martinenghi. Architetto del Novecento milanese, Tesi di laurea, relatore A. Alpago Novello, correlatore V. Hybsch, Politecnico di Milano 1986/87
- D. De Martini, Mario Borgato, Rino Ferrini e Giuseppe Martinenghi. Architetti nella Milano degli Anni Trenta, relatore M. De Benedetti, Politecnico di Milano 1994/95
- E. Calvi, A. Empironi, Milano anni '30. Il nuovo volto della città: alla ricerca di uno stile, Tesi di laurea, relatore A. Mioni, correlatore F. Beltrami Gadola, Politecnico di Milano 1996/97
- A. Coccoli, Giuseppe Martinenghi Architetto. La costruzione della città: 30 case milanesi 1924-1952, Tesi di laurea, relatore R. Dulio 2017/2018